# Spilosmylus modestus
Spilosmylus modestus is een insect uit de familie watergaasvliegen (Osmylidae), die tot de orde netvleugeligen (Neuroptera) behoort. 
Spilosmylus modestus is voor het eerst wetenschappelijk beschreven door Gerstäcker in 1894. De soort komt voor in Indonesië, Maleisië en de Filipijnen.